# Danny the Dog
Ez a szócikk a zenei albumról szól. Az azonos című filmhez lásd A nyakörv szócikket.
A Danny the Dog a Massive Attack nevű brit elektronikus zenekar filmzenealbuma, melyet a Louis Leterrier rendezésében készült A nyakörv (Danny the Dog/Unleashed) c. filmhez készítettek. 2004-ben jelent meg a  Virgin Records-nél. Nem tartalmazza a film vég-stáblistájának aláfestéséül szolgáló Aftersun c. számot.

## Dalok
1. "Opening Title" – 1:10
2. "Atta' Boy" – 1:29
3. "P Is for Piano" – 1:57
4. "Simple Rules" – 1:20
5. "Polaroid Girl" – 2:59
6. "Sam" – 3:08
7. "One Thought at a Time" – 4:23
8. "Confused Images" – 1:59
9. "Red Light Means Go" – 2:04
10. "Collar Stays On" – 1:51
11. "You've Never Had a Dream" – 2:46
12. "Right Way to Hold a Spoon" – 3:19
13. "Everybody's Got a Family" – 1:29
14. "Two Rocks and a Cup of Water" – 2:32
15. "Sweet Is Good" – 1:33
16. "Montage" – 1:54
17. "Everything About You Is New" – 2:25
18. "The Dog Obeys" – 2:19
19. "Danny the Dog" – 5:53
20. "I Am Home" – 4:14
21. "The Academy" – 1:45

### Bónusz dalok
2005-ben a Virgin az album egy két bónusz-számmal bővített változatát is kiadta, e dalok:
- "Baby Boy" – 3:28 (Thea)
- "Unleash Me" – 2:36 (The RZA Feat. Prodigal Son & Christbearer of Northstar)